# Peter Allen (Komponist, 1952)

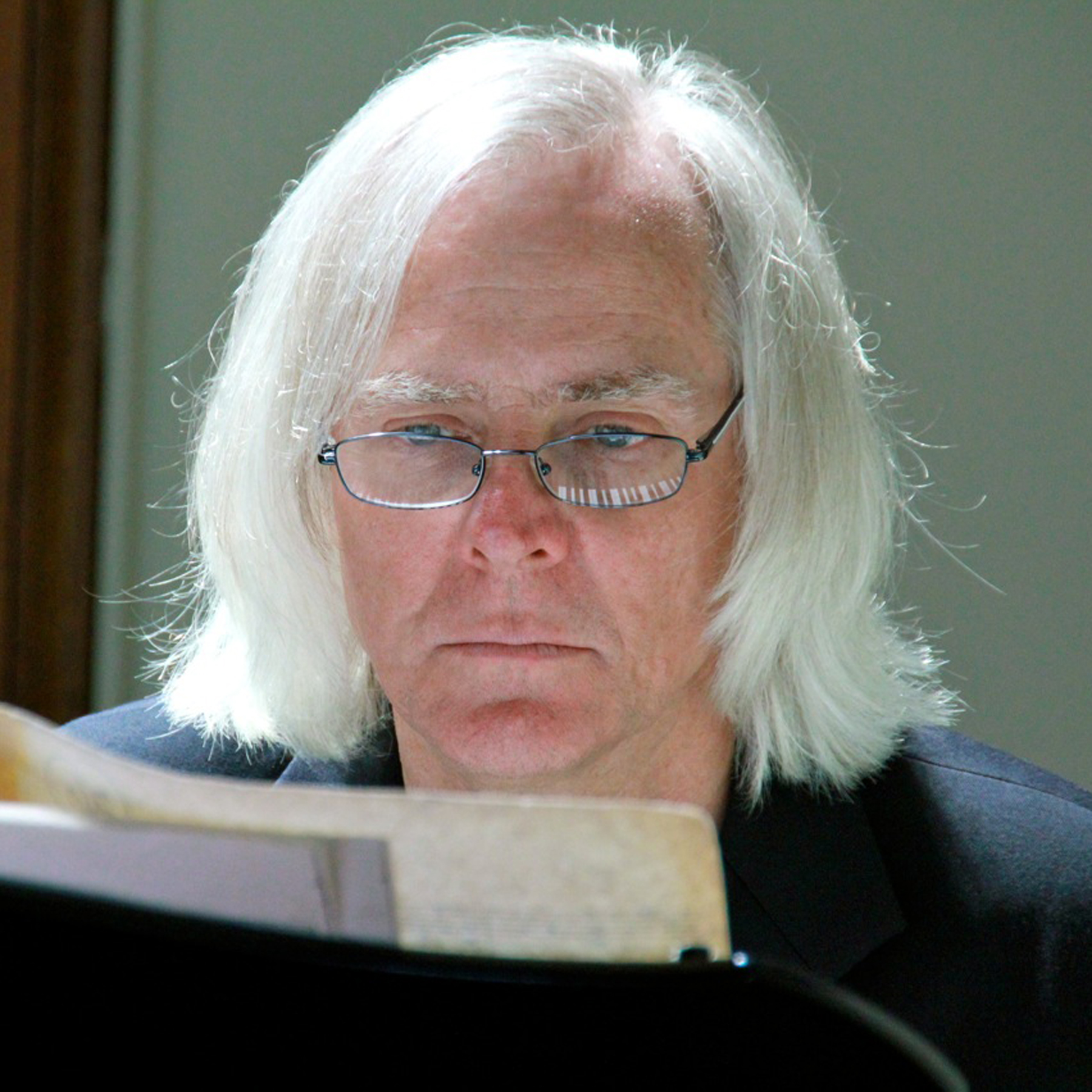
Peter Allen 2010

Peter Allen (* 18. Februar 1952 in Ottawa, Ontario) ist ein kanadischer Komponist.

## Leben
Allen absolvierte ein Studium der Komposition an der University of Manitoba u. a. bei Robert Turner. 1975 machte er dort seinen Abschluss und nahm im Anschluss ein weiteres Studium an der McGill University auf. Bis 1980 war er als Keyboarder für verschiedene Musikgruppen aktiv und war dann als Organist an der St. Mary’s Cathedral in Winnipeg tätig.
Mitte der 1980er Jahre nahm er ein weiteres Studium auf und widmete sich darin der Filmmusik. Hierfür zog er nach Los Angeles. Seit 1988 ist er als Komponist für sind Michael Bafaro und Ron Oliver.
Allen besitzt in British Columbia ein eigenes Musikstudio. Er ist Mitglied der Canadian League of Composers und ist Mitbegründer der Manitoba Composers Association.
Im Jahr 2006 wurde er für seine Arbeit an Flower & Garnet  mit dem Leo Award ausgezeichnet.

## Filmografie (Auswahl)
- 1993: Cyborg 2
- 1994: Cracker Jack
- 1995: Dangerous Prey
- 1996: Cracker Jack II (Cracker Jack 2)
- 1997: Act of War
- 1999: Fluchtpunkt Mars (Escape from Mars)
- 2001: Ripper – Briefe aus der Hölle (Ripper)
- 2001: The Barber – Das Geheimnis von Revelstoke (The Barber)
- 2003: Ripper 2 (Ripper 2: Letter from Within)
- 2004: 11:11 – The Gate (11:11)
- 2004: Ein Engel für Eve (Eve's Christmas)
- 2004: Coole Weihnachten (A Very Cool Christmas)
- 2005: Force of Impact – Tödlicher Asteroid (Deadly Skies)
- 2006: Alles was du dir zu Weihnachten wünschst (All She Wants for Christmas)
- 2007: Ants on a Plane – Tod im Handgepäck (Destination: Infestation)
- 2007: Weihnachten mit Dennis – Eine schöne Bescherung! (A Dennis the Menace Christmas)
- 2008: Evil Inside (Scourge)
- 2008: The Art of War II: Der Verrat (The Art of War II: Betrayal)
- 2008: Christmas Town – Die Weihnachtsstadt (Christmas Town)
- 2009: Driven to Kill – Zur Rache verdammt (Driven to Kill)
- 2011: Skew
- 2012: American Mary
- 2015: Eine perfekte Hochzeit (Perfect Match)
- 2015: Und täglich grüßt der Bräutigam (I Do, I Do, I Do)
- 2015: Detective McLean (Fernsehserie)
- 2015: Weihnachten Undercover (Debbie Macomber’s Dashing Through the Snow, Fernsehfilm)
- 2016: R.L. Stine – Die Nacht im Geisterhaus (Mostly Ghostly: One Night in Doom House)
- 2018: Selfie from Hell